# Metazygia aldela
Metazygia aldela là một loài nhện trong họ Araneidae.
Loài này thuộc chi Metazygia. Metazygia aldela được Herbert Walter Levi miêu tả năm 1995.